# Landsby i Nepal
|  | Denne artikel er oprettet af botten PalnaBot ud fra en ekstern database. Den kan derfor have sproglige fejl eller mangler. Denne skabelon kan fjernes efter kontrol af indholdet. |

Landsby i Nepal er en film instrueret af Arvid Klémensen efter manuskript af Arvid Klémensen.

## Handling
Landsbyen Bungmatis liv følges med årstiderne og det dermed forbundne landarbejde som faste holdepunkter. Måltider, bønner og gaver til Buddha veksler med hvedehøst og småhåndværk.